# Euoplos
Euoplos là một chi nhện trong họ Idiopidae.